# Sussudio
Sussudio – singel Phila Collinsa z jego trzeciej płyty No Jacket Required. Tekst piosenki mówi o młodzieńczym zakochaniu. Sussudio to fikcyjne damskie imię mające, według Collinsa, symbolizować każdą dziewczynę.
Utwór znalazł się na pierwszym miejscu amerykańskiej listy przebojów, choć jednocześnie kanał muzyczny VH1 zakwalifikował go na 24 miejscu 40 Najgorszych Piosenek Wszech czasów.
Melodia Sussudio jest dość podobna do piosenki Prince’a „1999”. Spytany o to podobieństwo Collins oświadczył jedynie, że jest wielkim fanem twórczości Prince’a.